# 鈴木釉佳之
鈴木 釉佳之（すずき ゆかの、1965年6月24日 - ）は、日本 のミュージカル女優。劇団四季所属。沖縄県嘉手納町出身。血液型はA型。デビュー当時の所属はニッコーオフィス。
2011年に由佳乃から改名。

## 略歴・人物像
沖縄県立読谷高等学校に2年在籍した後明治大学付属中野高等学校定時制に転校し、同校卒業。4人きょうだいの2番目（兄、妹、弟がいる）。ソフトボールでは三塁手として西日本大会に出場した経験がある。
1982年11月、極東放送主催の『ロックンロール・ツイストジルバコンテスト』に出場して優勝。
1983年夏に第7回長崎歌謡祭に沖縄代表で出場、グランプリに選ばれる。同年11月にアイドル歌手山口由佳乃（やまぐち ゆかの）としてポリドール・レコードからデビュー。代表曲は、アネーカの『Japanese boy』を日本語でカヴァーした、『チャイニーズ・ボーイ』。
1984年には山口由佳乃としてNHK「レッツゴーヤング」でサンデーズのメンバーであった。
1993年12月にオーディションに合格し、劇団四季に入団。初舞台は「魔法をすてたマジョリン」のアンサンブルである。
『キャッツ』のジェニエニドッツ役は、2005年から務めている。
猫好き で数匹の猫を飼っている。

## 音楽

### シングル
| #                                    | 発売日                               | タイトル                             | A/B面                                | 収録曲                               | 作詞                                 | 作曲                                 | 編曲                                 | 規格品番                             |
| ポリドール・レコード 山口由佳乃 名義 | ポリドール・レコード 山口由佳乃 名義 | ポリドール・レコード 山口由佳乃 名義 | ポリドール・レコード 山口由佳乃 名義 | ポリドール・レコード 山口由佳乃 名義 | ポリドール・レコード 山口由佳乃 名義 | ポリドール・レコード 山口由佳乃 名義 | ポリドール・レコード 山口由佳乃 名義 | ポリドール・レコード 山口由佳乃 名義 |
| ------------------------------------ | ------------------------------------ | ------------------------------------ | ------------------------------------ | ------------------------------------ | ------------------------------------ | ------------------------------------ | ------------------------------------ | ------------------------------------ |
| 1                                    | 1983年 11月1日                       | チャイニーズ・ボーイ                 | A面                                  | チャイニーズ・ボーイ                 | Bob Heatlie 訳詞：山本伊織           | Bob Heatlie                          | 馬飼野康二                           | 7DX-1270                             |
| 1                                    | 1983年 11月1日                       | チャイニーズ・ボーイ                 | B面                                  | 青いトマトとキューカンバ             | 山本伊織                             | 辺見きくお                           | 佐久間正英                           | 7DX-1270                             |
| 2                                    | 1984年 2月10日                       | 3秒体験                              | A面                                  | 3秒体験                              | 尾関昌也                             | 尾関裕司                             | 鷺巣詩郎                             | 7DX-1279                             |
| 2                                    | 1984年 2月10日                       | 3秒体験                              | B面                                  | 恋するバレリーナ                     | かろい風太                           | かろい風太                           | 佐久間正英                           | 7DX-1279                             |

### アルバム

#### オリジナル・アルバム
| 枚                                   | 発売日                               | タイトル                             | 形態                                 | 規格品番                             |
| ポリドール・レコード 山口由佳乃 名義 | ポリドール・レコード 山口由佳乃 名義 | ポリドール・レコード 山口由佳乃 名義 | ポリドール・レコード 山口由佳乃 名義 | ポリドール・レコード 山口由佳乃 名義 |
| ------------------------------------ | ------------------------------------ | ------------------------------------ | ------------------------------------ | ------------------------------------ |
| 1st                                  | 1984年3月25日                        | YOU CAN'T NO!                        | LP                                   | 28MX-1161                            |
| 1st                                  | 1984年3月25日                        | YOU CAN'T NO!                        | CT                                   | 28CX-1238                            |

## 主な舞台
- 魔法をすてたマジョリン - アンサンブル
- はだかの王様 - アンサンブル
- 夢から醒めた夢 - アンサンブル
- 嵐の中の子どもたち - アンサンブル
- 赤毛のアン - アンサンブル
- ライオンキング - アンサンブル
- アンデルセン - アンサンブル
- 冒険者たち - アンサンブル
- エルコスの祈り - アンサンブル
- 日曜はダメよ! - アンサンブル
- キャッツ - ジェニエニドッツ役　(2005年〜）
- コーラスライン - コニー役
- ウェストサイド物語 - ロザリア役
- ふたりのロッテ - レージ役
- 桃次郎の冒険 - お婆さん役　(2013年4月20日〜）
- マンマ・ミーア! - ロージー役　(2014年3月13日〜）
- 人間になりたがった猫 - トリバー役　(2015年9月13日〜）
- リトルマーメイド - アースラ役　(2016年3月16日〜）
- ライオンキング -ラフィキ役（2021年９月～）